# Walther Funk
Walther Emanuel Funk (født 18. august 1890, død 31. maj 1960) var en tysk nazist fra 1931-1945 og økonomiminister fra 1937-1945.

## Tidligere liv
Funk blev født i Königsberg i Østpreussen som søn af en forretningsmand.
Han fulgte i sin fars fodspor; han havde arvet evnen til at forhandle og have med penge at gøre. Han studerede jura, økonomi og filosofi på universiteterne i Berlin og Leipzig.
Han deltog som frivillig i 1. verdenskrig fra 1914 til 1916, hvor han blev såret og ikke kunne kæmpe mere. 
Han begyndte som journalist og blev i 1922 redaktør for Berlins børsavis.
Det blev sagt om Funk, at han var alkoholiker og homoseksuel.

## Walther Funk og nazismen
I 1931 meldte han sig ind i NSDAP. Han var nationalt orienteret. Han kom tæt på partimedlem Gregor Strasser, som arrangerede det første møde med Adolf Hitler. I 1932 fik han en plads i rigsdagen og blev i december samme år ansvarlig for økonomien i partiet. Han forlod rigsdagen, da nazipartiet kom til magten i 1933. Han flyttede til propagandaministeriet.
Han gik bag Gregor Strassers ryg, da han til egen fordel talte med Hitler om Strassers opførsel sammen med Ernst Röhm. Denne snak, hvori også Hermann Göring var indblandet, var med til at føre til De lange knives nat, hvor SA-lederne blev myrdet.
Nu steg han i rang, og i 1938 blev han Tysklands økonomiminister. Han overtog Hjalmar Schachts post.
I 1939 blev han rigsbankchef – igen efter Hjalmar Schacht.

## Efterkrigstiden
Efter krigen blev Walther Funk arresteret af De Allierede og ført for krigsforbryderdomstolen i Nürnberg. Han blev anklaget for:
- Deltagelse i sammensværgelse om at begå forbrydelser mod freden.
- Krigsforbrydelser.
- Forbrydelser mod menneskeheden. Walther Funk havde i sin tid som rigsbankchef erhvervet mange kunstskatte fra jødiske hjem. Disse penge var med til at finansiere krigen.

Han blev idømt livsvarigt fængsel, men løsladt i 1957 pga. dårligt helbred. Han døde tre år senere, 69 år gammel.